# Sværtevæld-slægten
Sværtevæld-slægten (Lycopus) er en slægt af planter, der består af fire arter, hvoraf en enkelt findes vildtvoksende i Danmark. 

## Arter
Den danske art i slægten:
- Sværtevæld (Lycopus europaeus)